# Ворвик (Њујорк)
Ворвик (енгл. Warwick) град је у америчкој савезној држави Њујорк.

## Демографија
По попису из 2010. године број становника је 6.731, што је 319 (5,0%) становника више него 2000. године.
| Група             | 2000.         | 2010.         |
| Белци             | 5.710 (89,1%) | 5.721 (85,0%) |
| Афроамериканци    | 209 (3,3%)    | 197 (2,9%)    |
| Азијати           | 40 (0,6%)     | 80 (1,2%)     |
| Хиспаноамериканци | 364 (5,7%)    | 614 (9,1%)    |
| Укупно            | 6.412         | 6.731         |